# Slatina (okres Svitavy)
Obec Slatina (něm. Schlettau nebo Schletta) se nachází v okrese Svitavy v Pardubickém kraji, zhruba 10 km západně od Jevíčka a 15 km jjz. od Moravské Třebové. Leží v regionu Malá Haná, jazykově patří k středomoravským nářečím, náleží k olomoucké arcidiecézi. Součástí obce byla i už zaniklá vesnice Březinka.
Žije zde 164 obyvatel. V dole Březinka se dříve (jistě ještě kolem roku 2009) dobýval lupek a jiné žáruvzdorné jíly k výrobě šamotu (tzv. šachta).

## Historie

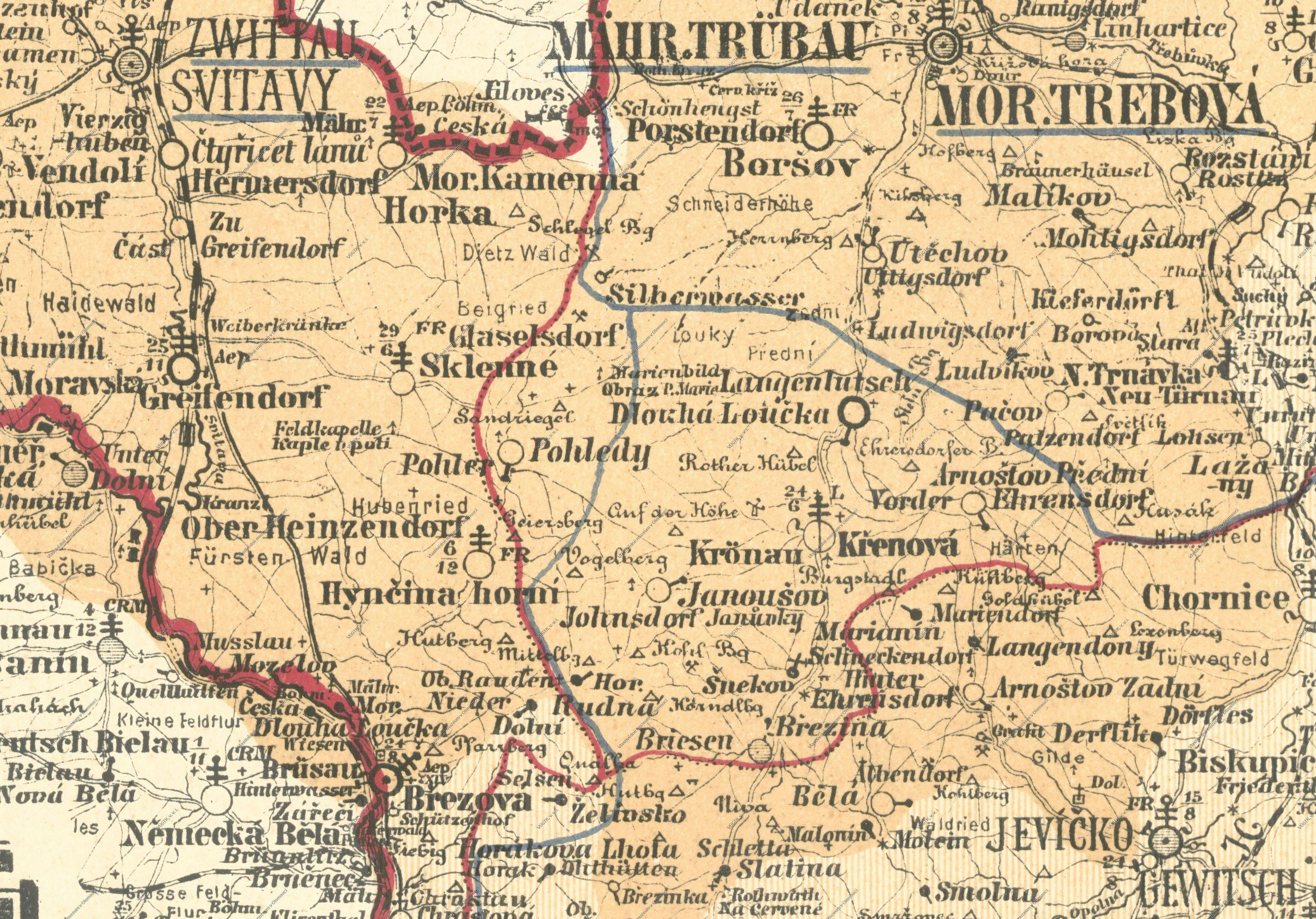
Slatina (Schletta), Březinka a samota Na Červené (Rothwirth) na historické mapě (1897)

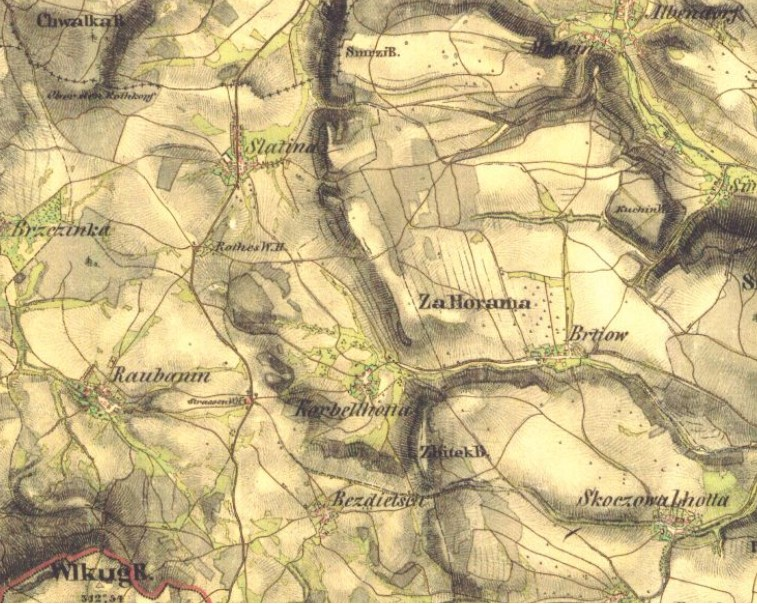
Slatina na mapě 2. vojenském plánování (1836–1852). „Rothes WH“ znanamená „Rothes Wirthaus“, „Červený hostinec“, dnes rozcestí „Na Červené“

### Do roku 1918
Podle historických pramenů je obec Slatina slovanského původu. Svědčí o tom její jméno, které zůstalo nedotčeno i přes její pozdější germanizaci. Podle záznamů v nejstarších kronikách patřila Slatina ve 12. a 13. století za vlády Přemyslovců k biskupství olomouckému, v 15. století k panství moravskotřebovskému. Vedla tudy stará obchodní cesta z Brna přes Vanovice, Letovice, Červenou a Slatinu do Moravské Třebové.

### 1939–1945
Až do osvobození v roce 1945, tak jako většina okolních obcí (např. sousední Březina, Křenov a další), náležela tato obec do Sudet. Dnešní česká Slatina byla tehdy sudetoněmeckou obcí, která z hlediska správního patřila k části Hřebečské župy (něm. Schönhengstgau) s hlavním městem Moravská Třebová. Slatina byla poslední obcí v severojižním směru, která patřila do Sudet, hranice byl kopec Na Červené, který se nachází nad ní.

### Od roku 1946
Po válce, v roce 1946 byla většina německého obyvatelstva Slatiny odsunuta a uvolněné usedlosti byly obsazovány českými osadníky. V roce 1947 byla celá obec elektrifikována. V roce 1949 došlo k odloučení osady Korbelova Lhota od obce.
Na konci 20. století byla zrekonstruována budova bývalé školy a do jejího horního patra se postupně přestěhoval obecní úřad a knihovna. Budova bývalého MNV prošla celkovou rekonstrukcí a vzniklo zde fit centrum s možností sportovního vyžití. Dále byla zrekonstruována hasičárna, křížek a kaplička, nově postavena autobusová zastávka.
Hřbitov pro Slatinu se nachází v sousední Roubanině.

## Poloha
| Růžice kompasu | Želivsko     | Březina   | Bělá u Jevíčka           | Růžice kompasu |
| Růžice kompasu |              | Sever     | Brťov u Velkých Opatovic | Růžice kompasu |
| Růžice kompasu | Slatina      |           | Brťov u Velkých Opatovic | Růžice kompasu |
| Růžice kompasu | Jih          |           | Brťov u Velkých Opatovic | Růžice kompasu |
| Růžice kompasu | Horní Smržov | Roubanina | Korbelova Lhota          | Růžice kompasu |

## Vývoj počtu obyvatel
| Rok            | 1869 | 1880 | 1890 | 1900 | 1910 | 1921 | 1930 | 1950 | 1961 | 1970 | 1980 | 1991 | 2001 | 2011 | 2021 |
| -------------- | ---- | ---- | ---- | ---- | ---- | ---- | ---- | ---- | ---- | ---- | ---- | ---- | ---- | ---- | ---- |
| Počet obyvatel | 309  | 315  | 328  | 321  | 351  | 357  | 306  | 240  | 218  | 194  | 168  | 114  | 113  | 113  | 147  |
| Počet domů     | 60   | 60   | 61   | 62   | 61   | 61   | 66   | 64   | 58   | 56   | 52   | 53   | 50   | 50   | 60   |

## Rodáci
- Hugo Ille, kněz a misionář v Africe[7][8], narozen v Horní Rudné (Ober-Rauden)[9]
- Franz Olbert, aktivista